# The City of Purple Dreams (film 1918)
The City of Purple Dreams è un film muto del 1918 diretto da Colin Campbell.
La sceneggiatura di Gilson Willets si basa sul romanzo The City of Purple Dreams di Edwin Baird pubblicato a Chicago nel 1913. Dal romanzo fu tratto nel 1928 un altro film, dal titolo City of Purple Dreams e diretto da Duke Worne.

## Trama
La signorina Otis sta quasi per investire un poveraccio e si ferma a soccorrerlo. Quando se ne va, gli lascia del denaro e il consiglio di darsi una ripulita. L'uomo incontra poi un'anarchica, Esther, che lo coinvolge in un complotto per ricattare un banchiere. Quando però il barbone si rende conto che il banchiere è il padre della ragazza dell'auto, straccia l'assegno, ma viene comunque arrestato e messo in manicomio. Esther lo aiuta a fuggire. Libero, l'uomo vuole riscattarsi socialmente e intraprende una carriera che lo porta al successo. Respinta Esther, che è innamorata di lui, ora l'uomo può aspirare a chiedere la mano di Miss Otis.

## Produzione
Il film venne girato negli studios di Los Angeles e di Chicago della Selig Polyscope Company.

## Distribuzione
Distribuito dalla Film Market e dalla Exhibitors' Operating Corporation, il film uscì nelle sale cinematografiche statunitensi il 10 gennaio 1918. Fu il primo film distribuito dalla Exhibitors.

### Conservazione
Non si conoscono copie ancora esistenti della pellicola che viene considerata presumibilmente perduta.